# Nikolaus Müller (Beamter)
Nikolaus Müller (* 27. November 1758 in Wipfeld; † 23. April 1833) wird bereits im Alter von 26 Jahren Schultheiß von Wipfeld bei Schweinfurt, wo er 1810 die Schwefelquellen von St. Ludwig in Wipfeld fassen lässt. Er wird Königlich Bayerischer Badinspektor am seit 1825 nach Kronprinz Ludwig August benanntem Ludwigsbad.

## Nachleben
Das Literaturhaus Wipfeld beherbergt eine Dauerausstellung und präsentiert mittels Audiostationen Auszüge aus seinen Werken.

## Werke
- Die vorzüglichsten Pflichten eines Dorfs-Schuldheißen im Hochstifte Würzburg, 1794;
- Es blühe der fränkische Weinhandel und dessen Veredlung, 1796;
- Kurze Anweisung, aus Kartoffeln viel und guten Branntwein, Essig und Likör zu gewinnen, 1797;
- Kurze geschichtliche Beschreibung des Ludwigsbades zu Wipfeld, 1830;